# Сікандар-шах I (султан Бенгалії)
Абул-Муджахід Сікандар-шах I (перс. ابو المجاهد سكندر شاه, бенг. আবুল মুজাহিদ সিকান্দর শাহ; нар. 1335 — 1390) — султан Бенгалії в 1358—1390 роках.

## Життєпис
Син султана Шамс ад-діна Ільяс-шаха. Посів трон 1358 року. 1359 року стикнувся з вторгненням делійського султана Фіроза Шаха Туґхлака, який намагався посадити на трон Бенгалії залежного правителя — Зафар-хана Фарсі, зятя Мубарак-шаха, султана Сонаргаону. Сікандар-шах I відступив до фортеці Екдала, обравши оборонну тактику в інших укріпленнях. З настанням періоду мусонів ворожа армія стала потерпати через хвороби та нестачу харчів. Зрештою було укладено мирну угоду з Фіроз Шахом, за якою останній визнав незалежність Бенгалії та султанський статус Сікандар-шаха I.
Протягом подальшого панування, використовуючи послаблення делійського султанату, активно розширював володіння уздовж річки Ганг. Водночас велися успішні війни проти племен Ассаму та менш успішно проти араканської держави Ланггуєт.
Разом з тим відомо, що в цей час держава переживала подальше піднесення господарства, торгівлі, ремесел. Було встановлено дипломатичні відносини з Аджланом Абул-Сардж, шаріфом Мекки. Султан активно залучав шейхів, суфіїв та інших мусульманських вчителів, з якими полюбляв вести бесіди.
1390 року проти нього повстав син Азам-хан, який завдав поразки батькові. Під час втечі Сікандар-шаха I було вбито, трон перейшов до Азама, що прийняв ім'я Гіяс ад-дін Азам-шах.

## Будівництво
З його ініціативи було зведено численні величні споруди, зокрема палацові комплекси, мечеті, у тому числі мечеть Адіна в Пандуа, яка була побудована на руїнах індуїстських і буддійських храмів, і була найбільшою мечеттю в Індостані протягом тривалого часу. Також було зведено гробницю та мечеть суфія Ахі Сіраджа (Усмана Сірадж ад-Діна), брама Котвалі біля південного входу в Лахнауті, склеп у Ганагарампурі, Дінаджпур та мечеть у Мулла Сімла.